# Лысенко, Евгений Григорьевич
Евге́ний Григо́рьевич Лысе́нко (13 мая 1938, Сталино — 8 ноября 2020) ― советский и российский учёный в области экономики сельского хозяйства, доктор экономических наук (1996), профессор (2001), член-корреспондент РАСХН (1999), член-корреспондент РАН (2014), член-корреспондент Международной академии наук педагогического образования (1997).

## Биография
Родился 13 мая 1938 года в городе Сталино Украинской ССР. В 1960 году окончил Азово-Черноморский сельскохозяйственный институт.
В 1960 году работал бригадиром садоводческой бригады колхоза им. XX партсъезда Новочеркасского района Ростовской области.
В 1960―1963 был вторым, первым секретарём Новочеркасского (сельского) райкома ВЛКСМ.
В 1963―1965 ― аспирант, ассистент кафедры растениеводства, селекции и семеноводства Азово-Черноморского сельскохозяйственного института.
В 1966―1970 ― первый секретарь Новочеркасского горкома ВЛКСМ; секретарь, второй секретарь Ростовского обкома ВЛКСМ.
1971―1977 ― заместитель заведующего Отделом сельской молодежи ЦК ВЛКСМ.
В Польше с 1977 по 1982 год пребывал на дипломатической работе.
В 1982―1987 был инструктором Отдела сельского хозяйства Московского обкома КПСС, вторым секретарём Павлово-Посадского горкома КПСС Московской области.
В 1987―1991 годах работал заместителем руководителя Института повышения квалификации кадров Академии общественных наук при ЦК КПСС, старшим научным консультантом Отдела аграрной политики ЦК КП РСФСР.
В 1991―2000 ― заведующий Сектором управления и рыночных отношений АПК, Отдела земельных отношений и социального развития села; учёный секретарь Отделения экономики и земельных отношений.
В 2000―2013 работал начальником Управления сводного планирования и координации НИР РАСХН.
Разработчик научных исследований по социально-экономическим проблемам села, эколого-социальным проблемам землепользования, эколого-экономической эффективности использования земли, аграрным преобразованиям и аграрной реформе, вопросам экономики и агроэкологии земледелия, развитию личных подсобных хозяйств сельского населения, научно-техническому развитию АПК России.
Автор около 500 научных работ, в том числе 36 книг и брошюр, из них 17 монографий, а также более 150 работ общественно-политического характера и подготовки кадров.
Скончался 8 ноября 2020 года. Похоронен в Москве на Останкинском кладбище (колумбарий, секция А).

## Заслуги
- Медаль «В ознаменование 100-летия со дня рождения Владимира Ильича Ленина» (1970),
- Медаль «За трудовую доблесть» (1971),
- Медаль «В память 850-летия Москвы» (1997),
- Золотая медаль ВДНХ (1994),
- Медаль «Ветеран труда»,
- Почётная грамота Московской городской думы,
- Почётные грамоты Россельхозакадемии.

## Труды
- Эколого-экономическая эффективность использования земли: теория, методология, практика. ― Ростов н/Д: Полиграф, 1994. ― 199 с .
- Земельные отношения и развитие личных подсобных хозяйств — Ростов н/Д, 1998. — 166 с.
- Эколого-экономические основы эффективности сельского хозяйства. — М., 2000. — 255 с.
- Научно-техническое развитие агропромышленного комплекса России: (состояние и перспективы) / соавт.: И. Г. Ушачев и др. — М.: Экономика и информатика, 2001. — 389 с.
- Организационно-методические основы планирования, координации научных исследований и инновационной деятельности в АПК / соавт.: С. Д. Рыжков и др.; РАСХН. — М., 2001. — 153 с.
- Подсобные хозяйства населения России за 100 лет (история, теория, практика). ― М., 2002. ― 338 с.
- Экологизация сельского хозяйства и переход к устойчивому развитию. ― М., 2004. ― 311 с.
- Технологии XXI века в агропромышленном комплексе России / соавт.: А. В. Гарист и др.; РАСХН. ― М., 2005. ― 235 с. ― То же. ― 2-е изд., доп. ― 2011. ― 327 с.
- Устойчивость развития ЛПХ: концептуальные основы стратегического управления / соавт.: К. В. Копач, А. С. Хухрин: Всерос. НИИ экономики, труда и упр. в сел. хоз-ве. ― М., 2006. ― 286 с.
- Концептуальные основы устойчивого развития личных подсобных хозяйств / соавт.: К. В. Копач и др.; Всерос. НИИ экономики, труда и упр. в сел. хоз-ве. ― М., 2008. ― 257 с.
- Нормативные правовые акты в системе Российской академии сельскохозяйственных наук / соавт.: А. В. Гарист и др.; РАСХН. ― М., 2012. ― 66 с.
- Экономика природопользования: учеб. пособие… / МСХ РФ и др. ― 2-е изд., испр. и доп. ― М., 2013. ― 352 с.
- Экономика сельского хозяйства: учеб. для студентов…/ соавт.: В. Т. Водянников и др. ― СПб.: Лань,2015. ― 543 с.
- Наши биографии — это отражение эпохи: (коллектив. биогр) / соавт. А. П. Титов. ― М.: Тип., 2016. ― 240 с.
- Повышение эффективности работы ООО «СТАР-СЕРВИС» на основе функционально-стоимостного анализа / соавт. И. А. Иванов // Состояние и перспективы развития с.-х. машиностроения. М., 2017. ― С. 463―464.